# Candelaria (nome)
Candelaria  è un nome proprio di persona spagnolo femminile.

## Varianti
- Femminili
  - Ipocoristici: Candela[1], Candelas[1][3], Cande[1]
- Maschili: Candelario[1]
  - Ipocoristici: Candelo, Cande[1]

### Varianti in altre lingue
- Catalano: Candelária
  - Ipocoristici: Candela[3]
- Galiziano: Candeloria[3]
  - Ipocoristici: Candela[3]

## Origine e diffusione

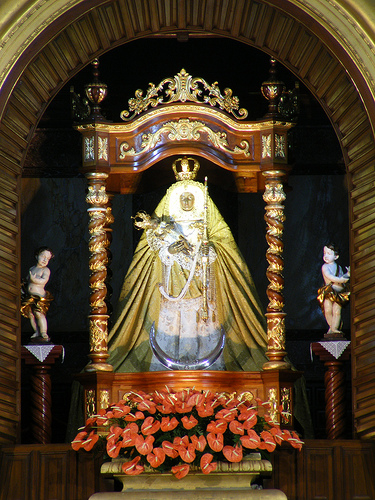
Statua della Vergine della Candelaria

In parte, si tratta di una ripresa del nome spagnolo della festa della Candelora, esattamente come avviene per il nome italiano Candeloro; la festa, com'è evidente, trae il suo nome dal termine "candela", a sua volta dal latino candeo, "bruciare". In alcuni casi, però, può essere un nome di stampo prettamente mariano, volto ad onorare la Vergine della Candelaria, titolo con cui la Madonna è venerata come patrona delle isole Canarie: questo appellativo deriva dalla città di Candelaria a Tenerife, che a sua volta prende il nome da una statua della Vergine, che tiene in mano il Bambin Gesù e una candela; in tal caso è quindi in linea con altri nomi spagnoli che riprendono appellativi mariani quali Consuelo, Núria, Concepción, Rocío, Araceli, Pilar e Dolores.

## Onomastico
L'onomastico si festeggia il 2 febbraio, giorno della Candelora nonché festa della Vergine della Candelaria; si ricorda con questo nome anche una beata, Candelaria di San Giuseppe, fondatrice delle Suore carmelitane di Madre Candelaria, commemorata in data 31 gennaio.

## Persone
- Candelaria di San Giuseppe, religiosa venezuelana

### Variante Candela
- Candela Andújar, calciatrice spagnola
- Candela Peña, attrice spagnola
- Candela Vetrano, modella e attrice argentina

### Variante maschile Candelo
- Candelo Cabezas, percussionista colombiano

## Il nome nelle arti
- Candela è un personaggio del film del 1973 Amarcord, diretto da Federico Fellini.
- Candela è un personaggio del film del 1988 Donne sull'orlo di una crisi di nervi, diretto da Pedro Almodóvar.
- Candela è un personaggio del film del 2004 Erreway: 4 caminos, diretto dal gruppo Erreway.
- Candela Carmona è un personaggio della telenovela Son amores.